# Kritisk kilteori

Schematisk profil av en kil av sediment som trycks ovanför en sluttning av en kraft _{x}. Under mekanisk jämvikt, är krafterna som motstår parallella till nedre glidplanet (röd pil) och är lika med tryckkraften. Kilmaterialets egenskaper och processernas magnitud avgör kilens kritiska vinkel;.

Kritisk kilteori i geovetenskapen studerar hur kilar av berg, sediment eller is beter sig då de drivs över en yta. Kilarna som analyseras enligt denna teori har storlekar som varierar från mäktigheter av ett fåtal meter meter till de vars mäktighet mäts i kilometer. Inom geovetenskapen faller studiet av kritisk kilteori inom ämnesområdet tektonik samt glaciotektonik. Vid subduktionszoner har den övre plattans tektonik ofta förklarats genom kritisk kilteori. Även orogeniska bälten av deformation som innefattar överskjutningar och veck har förklarats med teorin.
Enligt teorin tenderar en geologisk kil att deformeras internt av en konstant friktion mot substraten den glider över tills den uppnår en punkt då den stabiliserar sig och sedan inte ändrar sig mer om inte förhållandena ändras.
Centrala begrepp för kritisk kilteori är den basala friktionen samt den interna friktionen. Den senare beror delvis på materialets portryck. Även sned glid kan beaktas i vissa mer komplexa versioner av teorin.
Kritisk kilteori har studerats med analoga laboratorieexperiment som har lyckats återskapa element av geologin av olika områden. Bland annat har experiment visat hur uppkomsten av vissa förkastningar och skjuvzoner kan ske.
Modeller baserade på kritisk kilteori har använts för att visa bland annat att Taiwans topografi befinner sig i ett stadigt tillstånd (steady state) där nednötning och upplyftning är i jämvikt.